# Цахкаовіт
Цахкаовіт (вірм. Ծաղկահովիտ) — село в марзі Арагацотн, на північному заході Вірменії. Село розташоване за 19 км на північний захід від міста Апарана, за 4 км на південний схід від села Садунц та за 3 км на південний захід від села Каняшир. Є багато урартських останків, які знаходяться в процесі розкопок.